# 三联书店海边公益图书馆
三联书店海边公益图书馆，又称孤独图书馆，位于河北省秦皇岛市昌黎县滨海新大道，面积约450平方米，2015年4月23日对外开放，由建筑师董功设计，阿那亚与三联书店联合运营。
开放时间：全年，周二至周日09:00-17:00，周一不开放。